# Шутылёв, Михаил Ефимович
Михаил Ефимович Шутылёв (5 января 1894 — февраль 1983) — советский партийный и государственный деятель, второй секретарь Читинского обкома ВКП(б) (1937—1938), участник Гражданской войны в России и Великой Отечественной войны, майор.

## Биография
Родился 5 января 1894 г. в с. Березяты (Березята) Уржумского уезда Вятской губернии (ныне Кичминского района Кировской области) в русской крестьянской семье. Окончил три класса сельской школы в с. Конаковка Уржумского уезда в мае 1905 г., после чего работал в хозяйстве отца в родном селе.
С февраля 1915 г. рядовой, командир отделения разведки 264-го стрелкового полка царской армии.
С января 1918 г. председатель Кукнурского волостного комитета в Уржумском уезде.
С сентября 1918 г. в Рабоче-крестьянской Красной армии: политбоец, военный комиссар 265-го стрелкового полка 30-й стрелковой дивизии 3-й армии Восточного фронта. В армии в ноябре 1918 г. вступил в коммунистическую партию. С марта 1921 г. военный комиссар, ответственный секретарь партийной комиссии 30-й стрелковой дивизии в Екатеринославе. С сентября 1925 г. курсант окружных курсов партийных работников в Харькове. С июля 1926 г. ответственный секретарь партийной комиссии 80-й стрелковой дивизии в г. Артемовск. С октября 1927 г. старший инструктор Политического управления Украинского военного округа.
С декабря 1928 г. на партийной работе: ответственный инструктор ЦК КП(б)У в Харькове. С сентября 1929 г. секретарь Коростеньского окружного комитета КП(б)У. С августа 1930 г. слушатель двухгодичных курсов марксизма-ленинизма при ЦК ВКП(б), после окончания которых назначен в марте 1932 г. секретарём Благовещенского городского комитета ВКП(б) Дальневосточного края. С июля 1933 г. секретарь Гродековского районного комитета ВКП(б) в Уссурийской области, снят с работы «за правый уклон» с объявлением выговора. С ноября 1934 г. заместитель председателя Зейского областного исполнительного комитета в г. Рухлово. С 26 сентября 1937 г. член Организационного комитета ВЦИК по вновь образованной Читинской области. С 16 октября 1937 г. 2-й секретарь Организационного бюро ЦК ВКП(б) по Читинской области. С октября 1937 г. и.о. председателя Читинского облплана. С февраля 1938 г. ответственный секретарь Читинского облисполкома.
Арестован в Чите 4 апреля 1938 г., содержался в Читинской тюрьме. Обвинялся в участии в контрреволюционной организации, вскрытой на территории бывшей Зейской области, по статьям 58-1 а, 58-2,58-7,58-8,58-9,58-11 Уголовного кодекса РСФСР. Дело прекращено 17 сентября 1939 г. Освобожден из-под стражи 20 сентября 1939 г. С февраля 1940 г. начальник коммунального отдела Уральского вагоностроительного завода в Нижнем Тагиле.
В августе 1941 г. мобилизован в Красную армию и с сентября 1941 г. ответственный секретарь партийной комиссии, сформированной в городе Камышлов Свердловской области, 363-й стрелковой дивизии, одним из активных участников созданий которой являлся Шутылёв. Дивизию направили в город Тутаев Ярославской области для предотвращения возможного обхода Москвы немецкими войсками. В Битве за Москву личный состав проявил отвагу и стойкость за что 17 марта 1942 г. дивизия стала гвардейской. В июле 1942 г. 22-ю гвардейскую стрелковую дивизию перебросили на Ленинградский фронт, где она вела бои за Демянский плацдарм. С 15 октября 1942 г. части дивизии были направлены на формирование 2-го гвардейского механизированного корпуса, принявшим участие в Сталинградской битве. В ноябре 1942 г. Шутылёв был назначен ответственным секретарём партийной комиссии этого корпуса с которым прошёл всю войну. В октябре 1942 г. в Вооружённых сила СССР было введено полное единоначалие и отмена института военных комиссаров, в связи с чем Штылёву в конце 1942 года присвоено звание майор. В наградных документах указано, что «С должностью справляется хорошо. Проводит в частях большую работу по насаждению среди личного состава железной воинской дисциплины и порядка, ведя жестокую борьбу с нарушителями дисциплины. Много работает по росту рядов ВКП(б), за счёт лучших проверенных в боях бойцов, сержантов и офицеров. Во время боевых действий всю свою работу проводит в подразделениях, на переднем крае, оказывая одновременно помощь командованию частей в выполнении боевого приказа... Большую помощь оказал в деле быстрейшей эвакуации в медсанбат раненных бойцов и командиров, а также в части доставки на передовую боеприпасов и продовольствия...».
После войны с июня 1946 г. на пенсии в Нижнем Тагиле. С декабря 1946 г. председатель областного комитета профсоюза рабочих жилищно-коммунального строительства, с октября 1949 г. заместитель управляющего, инженер по техническому надзору Государственного института по проектированию металлургических заводов (Укрогипромез) в Днепропетровске. С мая 1954 г. на пенсии в Днепропетровске, где и умер в феврале 1983 г. Упоминается в книге Д.И. Иванова «Я - матрос «Гангута».

## Награды
- Орден Отечественной войны II степени (23.11.1944);
- Орден Красной Звезды (03.02.1943);
- Медаль «За боевые заслуги» (03.11.1944);
- Медаль «За взятие Будапешта»;
- Медаль «За оборону Сталинграда» (1943);
- Медаль «За оборону Москвы» (01.05.1944);
- Медаль «За победу над Германией в Великой Отечественной войне 1941–1945 гг.» (09.05.1945)[2].

## Семья
- Жена Холоденко Елизавета Шаисовна (1907 г.р.);
- Сыновья Феликс (1934 г.р.) и Виталий (1938 г.р.)[4].